# Tugéras-Saint-Maurice
Tugéras-Saint-Maurice és un municipi francès situat al departament del Charente Marítim i a la regió de la Nova Aquitània. L'any 2007 tenia 332 habitants.

## Demografia

### Població
El 2007 la població de fet de Tugéras-Saint-Maurice era de 332 persones. Hi havia 134 famílies de les quals 32 eren unipersonals (16 homes vivint sols i 16 dones vivint soles), 45 parelles sense fills, 45 parelles amb fills i 12 famílies monoparentals amb fills.
La població ha evolucionat segons el següent gràfic:
Habitants censats

### Habitatges
El 2007 hi havia 171 habitatges, 138 eren l'habitatge principal de la família, 10 eren segones residències i 22 estaven desocupats. 165 eren cases i 2 eren apartaments. Dels 138 habitatges principals, 113 estaven ocupats pels seus propietaris, 20 estaven llogats i ocupats pels llogaters i 5 estaven cedits a títol gratuït; 1 tenia una cambra, 3 en tenien dues, 24 en tenien tres, 36 en tenien quatre i 74 en tenien cinc o més. 99 habitatges disposaven pel capbaix d'una plaça de pàrquing. A 59 habitatges hi havia un automòbil i a 62 n'hi havia dos o més.

### Piràmide de població
La piràmide de població per edats i sexe el 2009 era:
| Homes | Edats   | Dones |
| ----- | ------- | ----- |
| 0     | 95 o +  | 0     |
| 0     | 90 a 94 | 4     |
| 0     | 85 a 89 | 0     |
| 4     | 80 a 84 | 4     |
| 16    | 75 a 79 | 12    |
| 12    | 70 a 74 | 16    |
| 4     | 65 a 69 | 16    |
| 4     | 60 a 64 | 4     |
| 4     | 55 a 59 | 0     |
| 16    | 50 a 54 | 8     |
| 8     | 45 a 49 | 4     |
| 8     | 40 a 44 | 20    |
| 4     | 35 a 39 | 0     |
| 16    | 30 a 34 | 8     |
| 16    | 25 a 29 | 20    |
| 8     | 20 a 24 | 0     |
| 8     | 15 a 19 | 20    |
| 4     | 10 a 14 | 4     |
| 8     | 5 a 9   | 4     |
| 20    | 0 a 4   | 8     |

## Economia
El 2007 la població en edat de treballar era de 211 persones, 150 eren actives i 61 eren inactives. De les 150 persones actives 132 estaven ocupades (73 homes i 59 dones) i 18 estaven aturades (9 homes i 9 dones). De les 61 persones inactives 22 estaven jubilades, 12 estaven estudiant i 27 estaven classificades com a «altres inactius».

### Ingressos
El 2009 a Tugéras-Saint-Maurice hi havia 148 unitats fiscals que integraven 354 persones, la mediana anual d'ingressos fiscals per persona era de 14.123 €.

### Activitats econòmiques
Dels 8 establiments que hi havia el 2007, 3 eren d'empreses de construcció, 4 d'empreses de comerç i reparació d'automòbils i 1 d'una empresa de serveis.
Dels 3 establiments de servei als particulars que hi havia el 2009, 1 era un guixaire pintor, 1 lampisteria i 1 electricista.
L'any 2000 a Tugéras-Saint-Maurice hi havia 29 explotacions agrícoles que ocupaven un total de 870 hectàrees.

## Equipaments sanitaris i escolars
El 2009 hi havia una escola maternal integrada dins d'un grup escolar amb les comunes properes formant una escola dispersa.

## Poblacions més properes
El següent diagrama mostra les poblacions més properes.